# Мрежолистна върба
Мрежолистните върби (Salix reticulata) са вид растения от семейство Върбови (Salicaceae).
Таксонът е описан за пръв път от шведския ботаник и зоолог Карл Линей през 1753 година.